# 竹山鎮 (台灣)
23°41′20″N 120°43′44″E / 23.688904°N 120.728821°E
竹山鎮，舊稱「沙連堡」，後改稱「林圯埔」，位於臺灣南投縣西南隅，地處濁水溪南岸、清水溪東岸，全鎮面積約247平方公里，是臺灣僅次於花蓮縣玉里鎮的面積第二大鎮。由於清代曾為雲林縣縣治，而有「前山第一城」之稱，並因其地理位置與歷史文化等因素，至今仍與斗六市關係密切。

## 歷史
竹山鎮舊稱「林圯埔」。1665年在鄭氏政權統治下，鄭經頒布「屯田之制，以拓番地」，延申原本的軍屯至魯富都領域，派遣鄭成功部將，參軍林圯率屯丁200人由斗六門（今斗六市）入墾，越過阿拔泉溪（今清水溪），攻打牛相觸口（今中和里）。林圯建立竹圍仔庄（今竹圍里）為根據地，將原居的鄒族魯富都人民驅逐至東埔蚋（今延平里），雙方爆發數起激烈衝突。1668年10月，鄒族人夜襲圍困竹圍仔庄，林圯與百餘屯丁悉數被殺。後斗六方面援軍再度掃蕩鄒族人，將所屯墾之佔領區命名為「林圯埔」。另屯弁杜、賴二姓的勢力也進佔濁水溪南岸之社寮（今山崇里、社寮里）、後埔仔（今中央里、富州里），使竹山成為漢人在南投最早開發的地區。而魯富都亞群則失去清水溪流域與濁水溪流域的丘陵地，向後往大水窟遷徙。清乾隆年間，此地已成街市，成為通往中央山脈的重要據點。1886年（光緒12年），雲林縣設立時，縣治即位今竹山鎮雲林里，故有「前山第一城」的美名；1893年，因濁水溪溪水氾濫成災，雲林縣治遷往斗六。1901年設林圯埔支廳屬斗六廳管轄，1909年斗六廳廢止，林圯埔支廳併入南投廳。1920年行政區劃調整，以附近竹林密布而改稱「竹山」，設置竹山郡「竹山庄」，1931年改制為竹山街。戰後初期，劃歸台中縣管轄，設竹山區；1950年劃歸南投縣管轄。
竹山街大字與現今里名對照表：   
| 大字名 | 現今里名         | 大字名 | 現今里名               | 大字名 | 現今里名         |
| ------ | ---------------- | ------ | ---------------------- | ------ | ---------------- |
| 竹山   | 竹山、中山、中正 | 竹圍子 | 雲林、竹圍、硘磘、下坪 | 下崁   | 中和、中崎、德興 |
| 香員脚 | 下坪             | 江西林 | 延正、延平             | 猪頭棕 | 桂林             |
| 大坑   | 秀林             | 埔心子 | 延和、延祥             | 大鞍   | 大鞍             |
| 社寮   | 山崇、社寮       | 後埔子 | 中央、富州             |        | 延山             |
| 勞水坑 | 瑞竹             | 桶頭   | 桶頭                   | 山坪頂 | 坪頂             |
| 福興   | 福興             | 田子   | 田子                   | 鯉魚尾 | 鯉魚             |

其中勞水坑、桶頭、山坪頂、福興、田子、鯉魚尾在1909年為林圯埔支廳勞水坑區，其他為林圯埔支廳林圮埔區。

### 發展歷史
竹山的開發自林圯時代，從「下崁」、「竹圍仔」開始，在西元1669年後向「江西林」、「社寮」方面開拓，這個階段以濁水溪流域為開發地段。清朝前期新拓墾的有「大坑」、「田子」、「香員腳」、「豬頭棕」、「福興」、「鯉魚尾」等地，漢人開墾方向由濁水溪沿岸轉往山麓地區，林圯埔街形成街市，是農產及貨物的交易中心。在清朝中葉後更往山區前進。開山撫番的實施，從林圯埔至璞石閣的道路開通，竹山成為前進後山地區的首要重鎮，市區繁榮更甚，雲林縣舊城在此時設於林圯埔雲林坪，林圯埔成為一兼具政治與商業功能的市街，而後縣城遷往斗六，雖失去行政功能，商業仍興盛。通商開港後，竹山地區受到環境條件的影響，以樟腦、甘蔗、茶葉為經濟作物。
日治時期的林圯埔是竹山、鹿谷兩地的行政中心，具地區行政功能的竹山在此期間設有竹山製糖所，糖業成為竹山的經濟產物，林業也在此時也有相當發展，在抗日事件中最著名的為林杞埔事件。1944年後，竹林業一枝獨秀，設於延平地區的竹山農村工業區是以竹林加工為主而設立之工業區，該工業區也是南投縣內最早規劃開發的工業區。竹山市區的發展從1986年劃出的「延祥里」可見竹山及延平兩個地區發展緊密。現今竹山鎮以觀光作為經濟發展的重心，工業區轉型為觀光工廠，地處交通要道的竹山是自然風景區如：大鞍竹海風景區、溪頭、杉林溪的入口城鎮，在人文方面有古蹟竹山連興宮、社寮紫南宮等，現今的竹山是中部地區觀光大鎮之一。

### 行政區陳情
1950年間，臺灣省擬進行行政區調整，而竹山地區（含鹿谷）民眾從竹山與斗六的地理、歷史、文化、交通經濟、治安等層面考量，由當時的竹山鎮長陳博土、鹿谷鄉長林朝陽、台中縣參議員鄭葆椿、林遲產、兩鄉鎮的農會學務理事楊昭璧、張四川、竹山中學校長陳紹寬、竹山電信局長吳林、竹山郵局長吳海魚以及兩鄉鎮的鄉鎮民代表等具名，於當年提出陳情，希望能將竹山區劃歸斗六轄下。同年十月竹山、鹿谷劃歸南投縣，竹山區住民的期望落空，但是竹山與斗六的密切關係，在此卻一覽無遺。

### 行政區調整
- 1955年2月1日，將「鯉魚里」中的第十鄰至第十五鄰劃出，新增為「鯉南里」。
- 1978年2月1日，將「大坑里」併入新增的「秀林里」第十四鄰至第二十三鄰；將「頂林里」併入新增的「秀林里」第一鄰至第十三鄰；而「鯉南里」則再歸併回原來的「鯉魚里」之內。
- 1986年5月1日，將「延和里」中的第一鄰至第十八鄰、第二十七鄰至第三十一鄰以及第三十五鄰劃出，新增為「延祥里」。
- 1993年10月1日，將「雲林里」中的第二十六鄰至第三十四鄰以及第三十七鄰至四十二鄰劃出，新增為「竹圍里」。[12]

## 地理

竹山鎮次分區圖
：竹山街區
：竹山外圍
：延平地區
：社寮地區
：瑞竹地區
：大鞍山區

### 地形
竹山鎮內有下列地形：
- 鳳凰山山脈
- 竹山丘陵
- 坪頂埔臺地
- 觸口臺地
- 濁水溪河谷平原
- 清水河谷平原[13]

### 水文
- 濁水溪
- 東埔蚋溪
- 街仔尾溪
- 清水溪
- 加走寮溪 [14]

### 氣候
氣候可細分為：
- 平原熱帶濕潤氣候區
- 低丘熱帶濕潤氣候區
- 高丘溫帶濕潤氣候區
- 山地溫帶濕潤氣候區[15]

### 人口
根據南投縣政府民政處統計，2024年底竹山鎮戶數約2.1萬戶，人口約5.1萬人，鎮內人口最多與最少的里分別是延和里與大鞍里，2024年底兩里人口分別為5,579人與399人；人口密度最高與最少的里亦同，分別為每平方公里約3,487人與8人。與南投縣其他地區相同，竹山鎮面臨嚴重的人口老化與少子化問題，2024年底時，竹山鎮的幼年人口僅有9.28%，67.53%是青壯年人口，老年人口則佔23.19%。

## 政治

### 歷任首長
| 任次 | 姓名   | 任期      | 備註       | 黨籍       |
| ---- | ------ | --------- | ---------- | ---------- |
| 1    | 江裕寬 |           |            |            |
| 2    | 李送   |           |            |            |
| 3    | 林明德 |           |            |            |
| 4    | 林明德 |           | 當選省議員 |            |
| 代理 | 許以仁 |           |            |            |
| 5    | 蔡儀村 |           |            |            |
| 6-   | 莊錦泉 |           |            |            |
| 7    | 莊錦泉 |           |            |            |
| 8    | 許弘滋 |           |            |            |
| 9    | 陳振璋 |           |            |            |
| 10   | 張明雄 |           |            |            |
| 11   | 張明雄 |           |            |            |
| 12   | 許文欽 |           |            |            |
| 13   | 許文欽 | 1998-2002 | 同額競選   | 中國國民黨 |
| 14   | 陳亮宏 | 2002-2006 | 未爭取連任 | 無黨籍     |
| 15   | 朱寶珍 | 2006-2010 |            | 無黨籍     |
| 16   | 朱寶珍 | 2010-2014 | 同額競選   | 中國國民黨 |
| 17   | 黃丹怡 | 2014-2018 | 連任失敗   | 無黨籍     |
| 18   | 陳東睦 | 2018-2022 |            | 無黨籍     |
| 19   | 陳東睦 | 2022-現任 |            | 無黨籍     |

### 鎮政組織

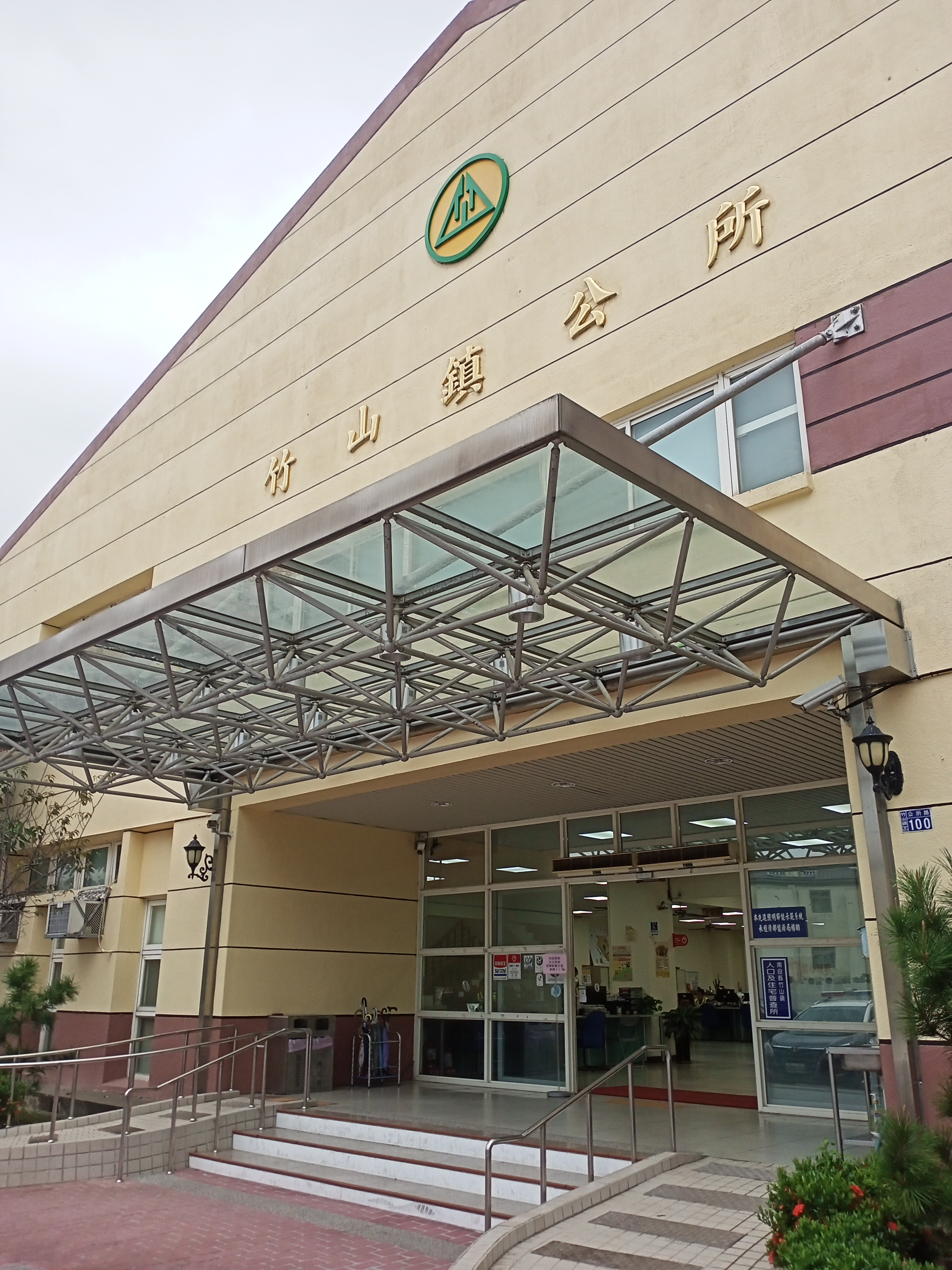
竹山鎮公所

竹山鎮公所是竹山鎮最高層級的地方行政機關，在中華民國政府架構中為鎮自治的行政機關，同時負責執行縣政府及中央機關委辦事項，竹山鎮的自治監督機關為南投縣政府。鎮長由全體鎮民直接選舉產生，任期為四年，可連選連任一次。竹山鎮公所並置鎮政會議，為鎮政最高決策機構，在鎮長之下，設有6課3室等9個內部單位及5個附屬機關。
竹山鎮民代表會是竹山鎮的最高民意機關，代表竹山鎮全體鎮民立法和監察鎮政。鎮民代表由公民直選選出，任期為四年，可連選連任。竹山鎮民代表會共有13位鎮民代表，分別為第一選區6席鎮民代表、第二選區5席鎮民代表、第三選區2席鎮民代表，主席、副主席由13位鎮民代表互選產生。

### 行政區
現今竹山鎮行政範圍的確立，來自於1920年，日本將臺灣十二廳改為五州二廳，設竹山庄屬臺中州竹山郡:399。竹山庄轄竹山、竹圍子、豬頭棕、香員腳、下崁、埔心子、江西林、笋子林、社寮、後埔子、大坑、大鞍、田子、福興、鯉魚尾、山坪頂、勞水坑、桶頭等17個大字。1931年竹山庄改制為「竹山街」。1946年1月，改為「竹山鎮」，屬臺中縣竹山區。1950年10月，調整行政區域，竹山鎮改隸新成立的南投縣:399。
依地理、聚落及國中學區可分為五個次分區：
- 竹山
  - 街區：竹山、竹圍、雲林、中山、中正、硘磘
  - 外圍：中和、中崎、德興、秀林、桂林、下坪
- 延平：延平、延和、延正、延祥、延山
- 社寮：社寮、中央、富州、山崇
- 瑞竹 (清水溪)：瑞竹、桶頭、福興、鯉魚、田子、坪頂
- 大鞍山區：大鞍

### 消防
- 內政部消防署訓練中心

## 商業

### 概況

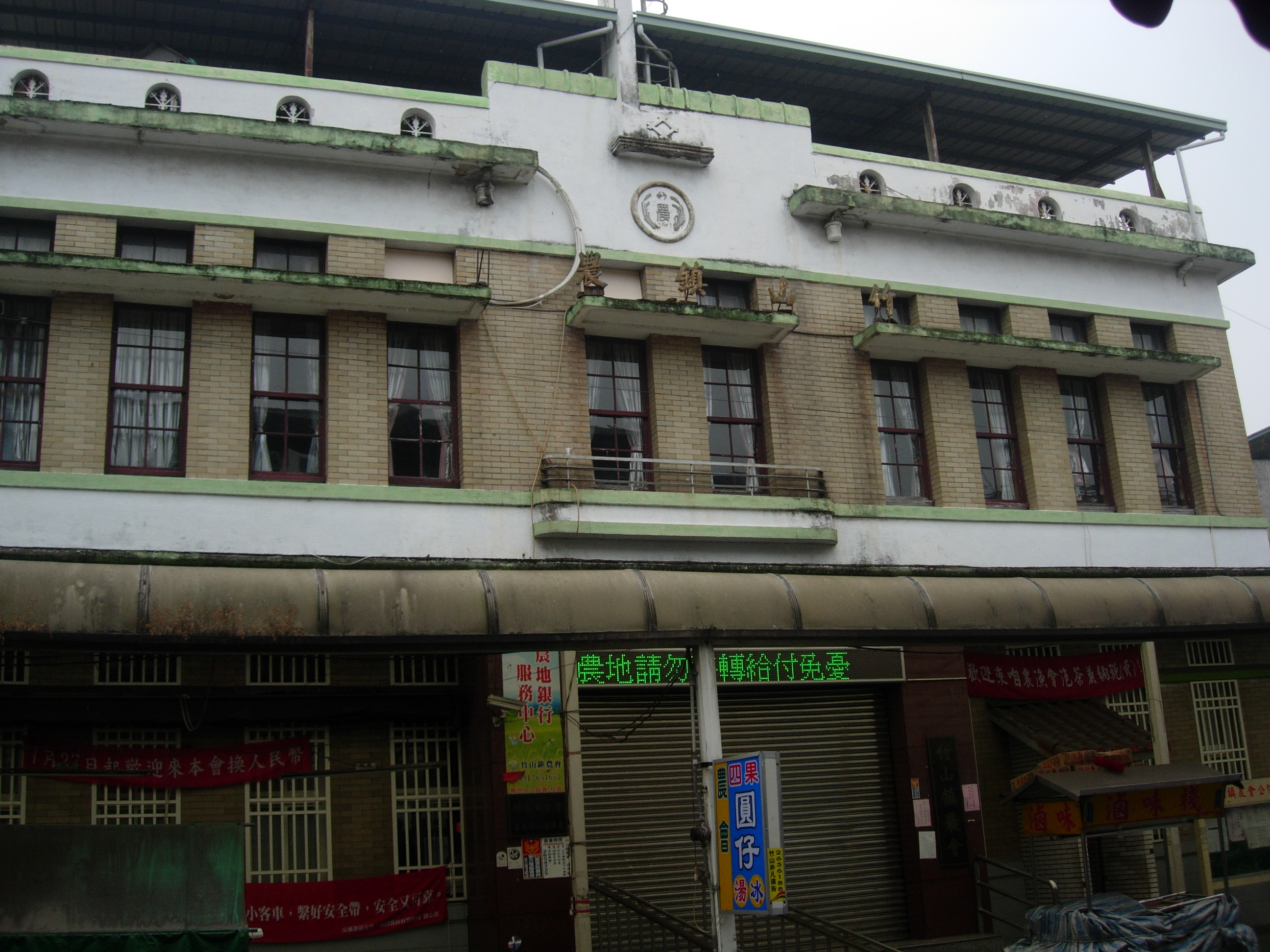
竹山農會為一特色建築

清代林圮埔為開發東部的動鎮，商業繁榮之盛在《雲林縣採訪冊》裡稱林圮埔為「沙連堡貿易總市」。當時東埔蚋（今延平）與社寮也有街市，東埔蚋的沙東宮至庄尾，以及社寮的大公街，都位於交通要道上，人煙稠密。日治時期竹山市集由連興宮前轉往新設立的「林圮埔消費市場」，在連興品前設有「竹筍批發市場」，是以廣大竹山市區範圍。在都市計畫下，橫街、下橫街、竹山路、雲林路成為主要商業活動街道，竹山商圈也就此形成。當時的竹山在公路與客運汽車開通下，成為鄰近村庄的交通中心，加上竹山為郡役所、街役場所在地區，機關的林立與交通條件改善，使竹山商圈更為繁榮，在昭和年間的竹山已有現代化都市的雛型。二戰後竹木業興盛時期，竹山是運輸業的休息站，國人旅遊習慣的養成，使竹山成為前往溪頭、杉林溪遊客的投宿及用處地點，街上的旅社每每客滿，餐飲業也不斷成長。
而後竹木業榮景不復以往，在靠近溪頭、杉林溪的民宿業興起，高速公路使竹山省道的優勢不再，以及人口負成長下，竹山的商業受到一定衝擊。雖說如此，現今的竹山仍是南投縣內的區域中心之一，與員林客運竹山站形成了以竹山為中心的竹山次生活圈。

### 商圈
竹山市區目前以雲林路、竹山路、集山路、下橫街、橫街等路段商家最多，竹山形象商圈、傳統市場就位於這個區塊內，大明路是各地旅客來往竹山市區的主要道路，亦有不少商家。延平、社寮地區則是台3線、台3丙線的集山路兩側為商家林立之道路。

## 文化

### 竹山郡役所宿舍群
2016年南投縣政府編列預算，在竹山警察分局後方興建新分局大樓，但此處存在日治時期竹山郡役所防空壕、老鳳凰木與郡守官舍等宿舍群，工程恐破壞文化遺產，引發抗爭要求保存。

### 古蹟
- 永濟義渡碑: 縣定古蹟，建於西元1879年，年竹山鎮社寮紫南宮前廣場。
- 竹山連興宮: 縣定古蹟，建於西元1742年，竹山鎮竹山里下橫街28號。
- 竹山隆恩圳隧渠:縣定古蹟，建於西元1794年，竹山鎮富州里（吊橋頭集集攔河埯南端）。
- 竹山社寮敬聖亭:縣定古蹟，建於西元1861年，竹山鎮社寮里集山路1段1738號。
- 八通關古道:國定古蹟，建於西元1874年，鹿谷鄉新和段499等地號

### 歷史建築
- 陳家古厝（武秀才陳獻瑞家宅）:竹山鎮中央里集山路一段1135巷42號。
- 甘泉井及石頭公:竹山鎮山崇里第二鄰頂溝巷38-39號對面。
- 社寮農會穀倉:竹山鎮社寮里集山路一段1762巷2號。
- 臺中菸葉場竹山輔導站:竹山鎮竹山里祖師街32號
- 竹山郡役所作戰指揮所(防空壕):南投縣竹山鎮竹山里大禮路12巷1號旁
- 竹山神社鳥居及竹山神社附屬設施:南投縣竹山鎮公所路100號

### 節慶活動

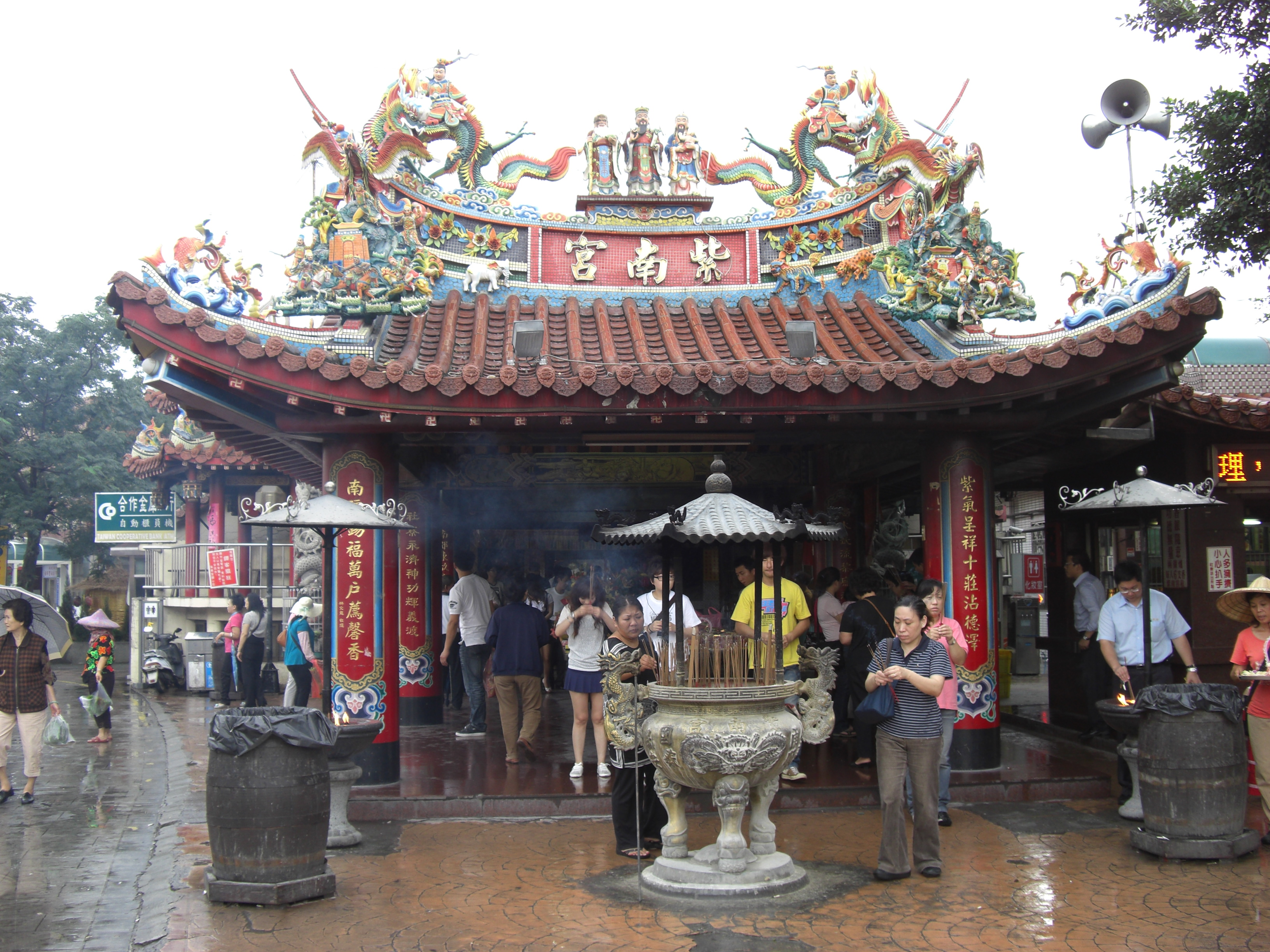
紫南宮

- 社寮紫南宮：每年農曆春節，都會舉行發錢母的活動，農曆二月二日、舉辦吃丁酒的習俗，即時都會出現大排長龍，交通不便的情況。近年來每到元宵節的夜晚，紫南宮就會施放30分鐘左右的煙火秀，讓在地民眾大飽眼福。
- 「竹山迎元宵」：每年元宵節舉行，由竹山連興宮(媽祖廟)舉辦，特色為當晚上參與繞境的人員會手持「竹管火」一同參與繞境典禮。在神轎入廟後眾人會把握一年一次的「鑽轎底」，並索取「花燈」上的花，祈求一年平安順遂。
- 「社寮媽祖回鑾」：由社寮地區的四個里共同舉辦，每年在開漳聖王誕辰慶典前回到竹山連興宮恭請黑面媽祖回娘家，並舉行社寮四里的繞境儀式。
- 「竹山迎媽祖」：由竹山連興宮舉行，時間約在媽祖誕生(農曆三月廿十三日)前二至三天舉行市區夜間的平安繞境。廟方會至中部各大媽祖廟恭請媽祖神尊至連興宮作客，方便竹山人參拜各地媽祖，並於繞境當晚同齊鑾轎平安繞賜福境。
- 「竹山迎城隍」：由竹山靈德廟(城隍廟)舉辦為期一個月的「竹山城隍祭典」，每年都在農曆六月十五日舉行市區徒步繞境，並於前一周至二周舉行南北巡境的境外車隊繞境
- 丁酉年竹山鎮慶成謝土五朝福醮大典：於2017年10月22日至10月27日舉行，為竹山建鎮300年來第首次全鎮性的建醮活動，參與宮廟院巖有：連興宮，文昌書院，克明宮，靈德廟，武德宮，沙東宮，相天宮，廣安宮，重興巖等廟宇。

### 考古遺址

#### 日治時期至1960年代間所發現的遺址地點
- 東埔蚋遺址[27]：位於竹山鎮第十三公墓的臺地面上，車籠埔斷層從其西端經過，隸屬竹山鎮延平里；1902年10月以前，日人森丑之助發現；依陶器類型學與出土石器比對，屬牛稠仔文化，年代約距今4,300-3,300年之間；保存情況極為不佳，受墓葬及納骨塔建設行為嚴重破壞。
- 竹山神社遺址：位於竹山臺地西端，隸屬於竹山鎮雲林里、竹圍里；1936年12月，因興建神社而發現；依陶器類型學比對，屬大邱園文化，年代約距今2,000-1,000年之間；保存情況不佳，受農墾與私有住宅建設行為干擾與破壞。
- 埔心子遺址[28]：位於竹山國民小學南邊，隸屬於竹山鎮延和里；1945年7月，日人杉山直明發現；1946年，日人金關丈夫、國分直一及杉山直明等曾試掘；依陶器類型學與出土器物比對，屬牛稠仔文化，年代約距今4,300-3,300年之間；保存情況極為不佳，受道路開闢與學校建設行為嚴重破壞。
- 後溝坑遺址：位於社寮臺地西半部，隸屬竹山鎮社寮里；1956年4月，劉枝萬發現；依陶器類型學比對，屬大邱園文化，年代約距今2,000-1,000年之間；保存情況不佳，受農墾與墓葬行為嚴重干擾。
- 頂埔遺址：位於社寮臺地東半部，隸屬竹山鎮中央里；1956年4月，劉枝萬發現；依陶器類型學比對，屬營埔文化/大邱園文化，年代約距今3,300-2,000年/2,000-1,000年之間；保存情況不佳，受農墾與墓葬行為嚴重干擾。

#### 1970年代「濁大計劃」所發現的遺址地點
- 水車頂遺址、板寮頂遺址、山腳遺址、桃子園遺址、他里溫遺址、倉庫遺址、風水樑遺址、外埔子遺址、崩砍頭遺址、厝地尾遺址、牛湖遺址、三塊厝遺址、豬頭棕遺址、坪頂埔遺址、照鏡山遺址、筍子林遺址、崎頭遺址、半天寮遺址等18處，為羅世長於1972、1973年間所發現。

#### 1990年代中二高重大建設所發現的遺址地點
- 溪尾寮遺址、尾厝仔遺址等2處，為臧振華等於1993年所發現。

#### 2000年以後文史單位所發現的遺址地點
- 獅尾堀仔遺址、待人坑遺址等2處，為蘇清景(時為社寮文教基金會執行長)、陳文標(時為社寮紫南宮委員)等於2002年所發現。
- 檳榔宅遺址、天心宮I遺址、天心宮II遺址等3處，為內政部委託中央研究院史語所進行臺閩地區考古遺址普查研究計畫(第七期)於2004年所發現。
- 近年，又陸續發現竹山公墓遺址、廍地遺址、坪仔頂遺址、坑頭仔遺址等。

## 教育

### 高級中等學校
- 國立竹山高級中學
- 南投縣嘉大高級中學（實驗教育）

### 國民中學
- 南投縣立竹山國民中學
- 南投縣立延和國民中學
- 南投縣立社寮國民中學
- 南投縣立瑞竹國民中學

### 國民小學
- 南投縣竹山鎮竹山國民小學
- 南投縣竹山鎮鯉魚國民小學
- 南投縣竹山鎮大鞍國民小學
- 南投縣竹山鎮延平國民小學
- 南投縣竹山鎮瑞竹國民小學
- 南投縣竹山鎮中州國民小學
- 南投縣竹山鎮秀林國民小學
- 南投縣竹山鎮桶頭國民小學
- 南投縣竹山鎮中和國民小學
- 南投縣竹山鎮過溪國民小學
- 南投縣竹山鎮雲林國民小學
- 南投縣竹山鎮社寮國民小學
- 南投縣竹山鎮前山國民小學
- 南投縣竹山鎮文田國民小學

### 圖書館
| 名稱                         | 開館時間                                                | 地址        |
| ---------------------------- | ------------------------------------------------------- | ----------- |
| 南投縣竹山鎮立圖書館         | 週三至週一 上午8：30－下午17：00                        | 公所路120號 |
| 欣榮紀念圖書館暨玉蘭文化會館 | 週二至週六 上午9: 00－下午9：00 週日 上午9: 00−下午5:00 | 大勇路26號  |

## 醫療
- 竹山秀傳醫院
- 東華醫院

## 交通

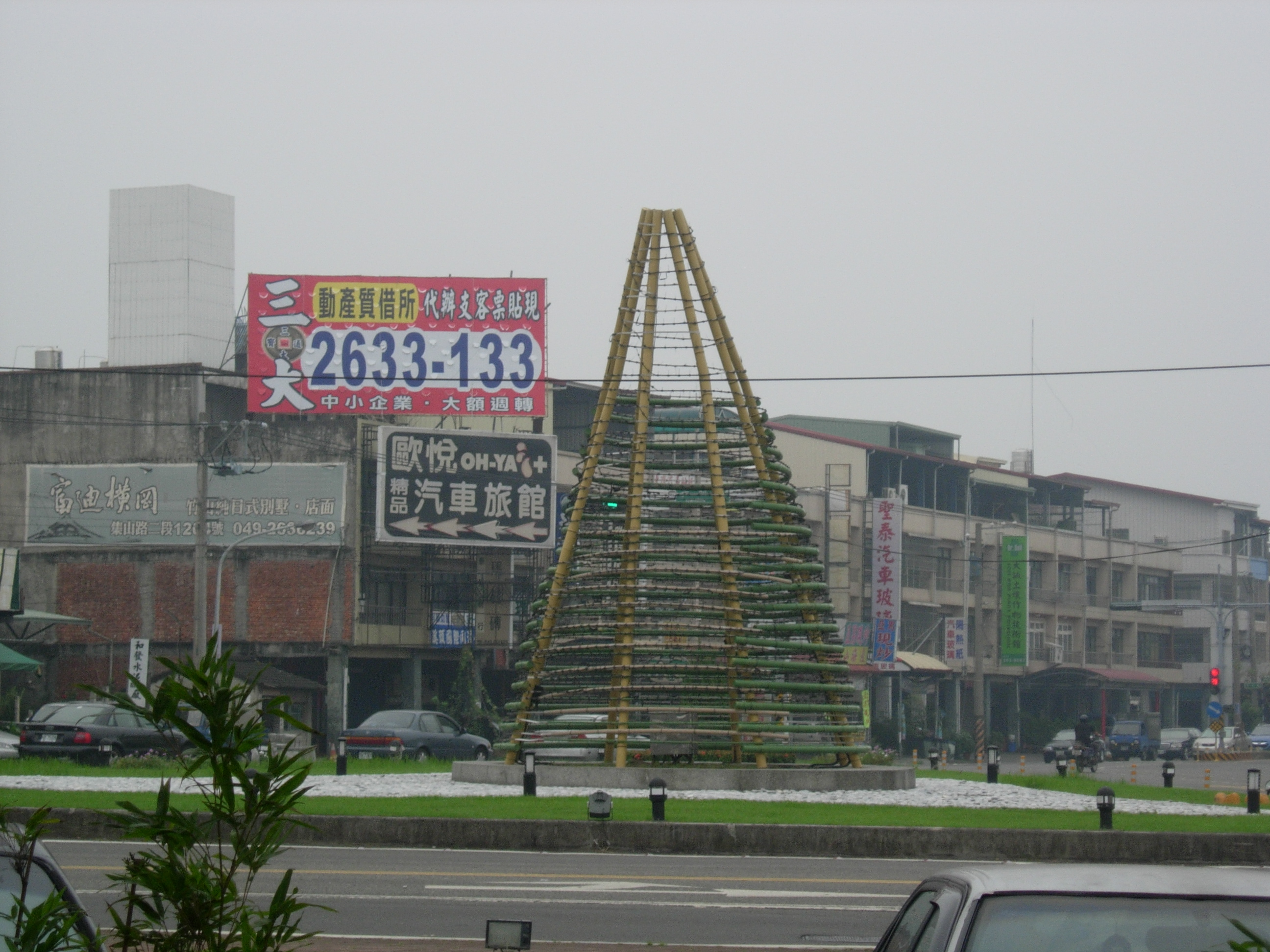
台3線上的竹山鎮意象

### 公路

#### 國道
- 國道三號（福爾摩沙高速公路）
  - 竹山交流道（243）
  - 南雲交流道（250）

#### 省道
- 台3線
- 台3丙線

- 縣道149線
- 縣道149甲線
- 縣道149乙線（草嶺公路）
- 縣道151線（延溪公路）
- 縣道151甲線
- 縣道158甲線

#### 鄉道
- 投43線
- 投44線
- 投45線
- 投46線
  - 投46-1線
- 投47線
  - 投47-1線
  - 投47-2線
  - 投47-3線
- 投48線
- 投49線
- 投49-1線
- 投51線
- 投52線
- 投53線
- 投55線
- 投95線
- 投專1線
- 投專3線

#### 代表道路
- 投49線：竹山是南投縣南部的區域中心，也是通往草嶺遊樂區的重要路口。代表竹山的景點主分歷史與景觀的兩類，而無論是哪一類，都可以用投49號鄉道一以貫之。無論是竹山開墾史的林圯埔、竹海逃亡的爽文古道、優美的大鞍竹海/八卦茶園、世紀極險太極峽谷，一路通往杉林溪/忘憂森林。是串連竹山地區主要風景點的主幹道。[原創研究？]

### 鐵路與輕便軌道
日治時期該鎮之輕便鐵路先後共有：
- 1.林內－竹山－東埔蚋線
- 2.東埔蚋－社寮－名間線
- 3.東埔蚋－鹿谷－車輄寮線
- 4.水底寮－社寮－溪洲仔線
- 5.竹山－大坑線
- 6.竹山－鯉魚尾－木瓜潭線
- 7.竹山－下坪線
- 8.中崎－車店子－外田子－山腳線
- 9.中崎－和溪厝－枋寮線[29]

現今竹山鎮無鐵路經過，但距雲林縣林內鄉林內車站僅10餘分鐘車程，有公車客運（如台西客運7127路）往來其間。

### 公車
於竹山設立站點的客運業者如下：
- 員林客運：竹山站
  - 【15】二林－高鐵彰化站－竹山－溪頭
  - 【6701】竹山－二水－員林　　
  - 【6717】竹山－鳥園　　
  - 【6718】竹山－水里（經玉峰）
  - 【6719】竹山－溪頭－溪坪　　
  - 【6720】竹山－崎頭　　
  - 【6721】竹山－鯉魚－坪頂
  - 【6722】竹山－內湖－草嶺　　
  - 【6723】竹山－內寮　　
  - 【6724】竹山－大鞍
  - 【6725】竹山－嶺腳－乾坑　　
  - 【6726】竹山－水里（經集集）
  - 【6742】竹山－草屯－台中
  - 【6801】日月潭－溪頭(與南投客運聯營)
  - 【6883】台中－國道－溪頭(與南投客運、彰化客運聯營)
- 南投客運
  - 【6801】日月潭－溪頭(與員林客運聯營)
  - 【6883】台中－國道－溪頭(與彰化客運、員林客運聯營)
- 彰化客運
  - 【6883】台中－國道－溪頭(與南投客運、員林客運聯營)
- 杉林溪遊樂事業　
  - 【6277】杉林溪－溪頭
- 台西客運
  - 【701】斗六—荷包村—草嶺(雲林縣市區公車)
  - 【7127】斗六－竹山
- 台中客運
  - 【6188】臺中－竹山
- 統聯客運
  - 【1632】臺北－竹山

## 旅遊
- 杉林溪森林遊樂區

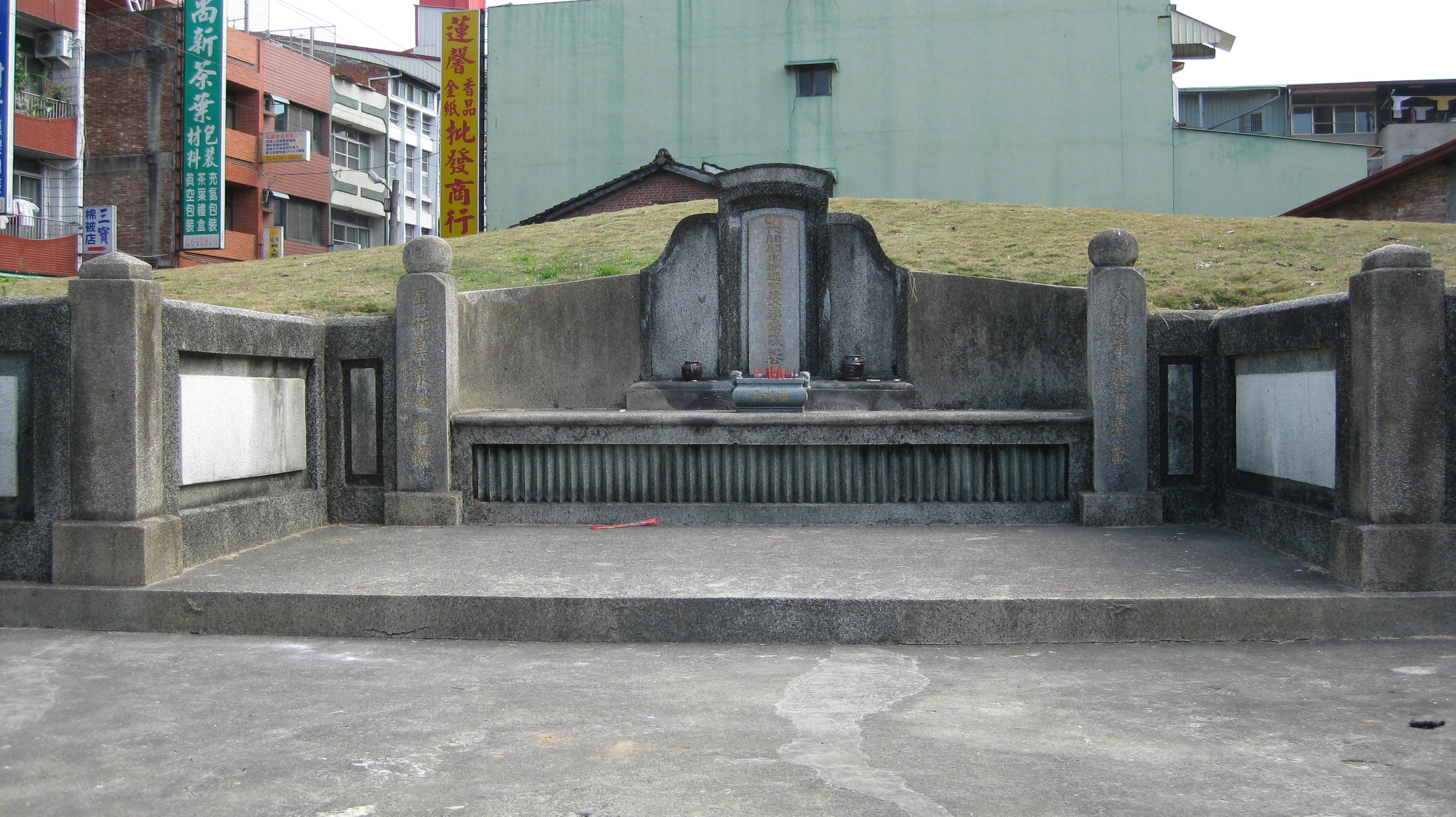
林圮墓

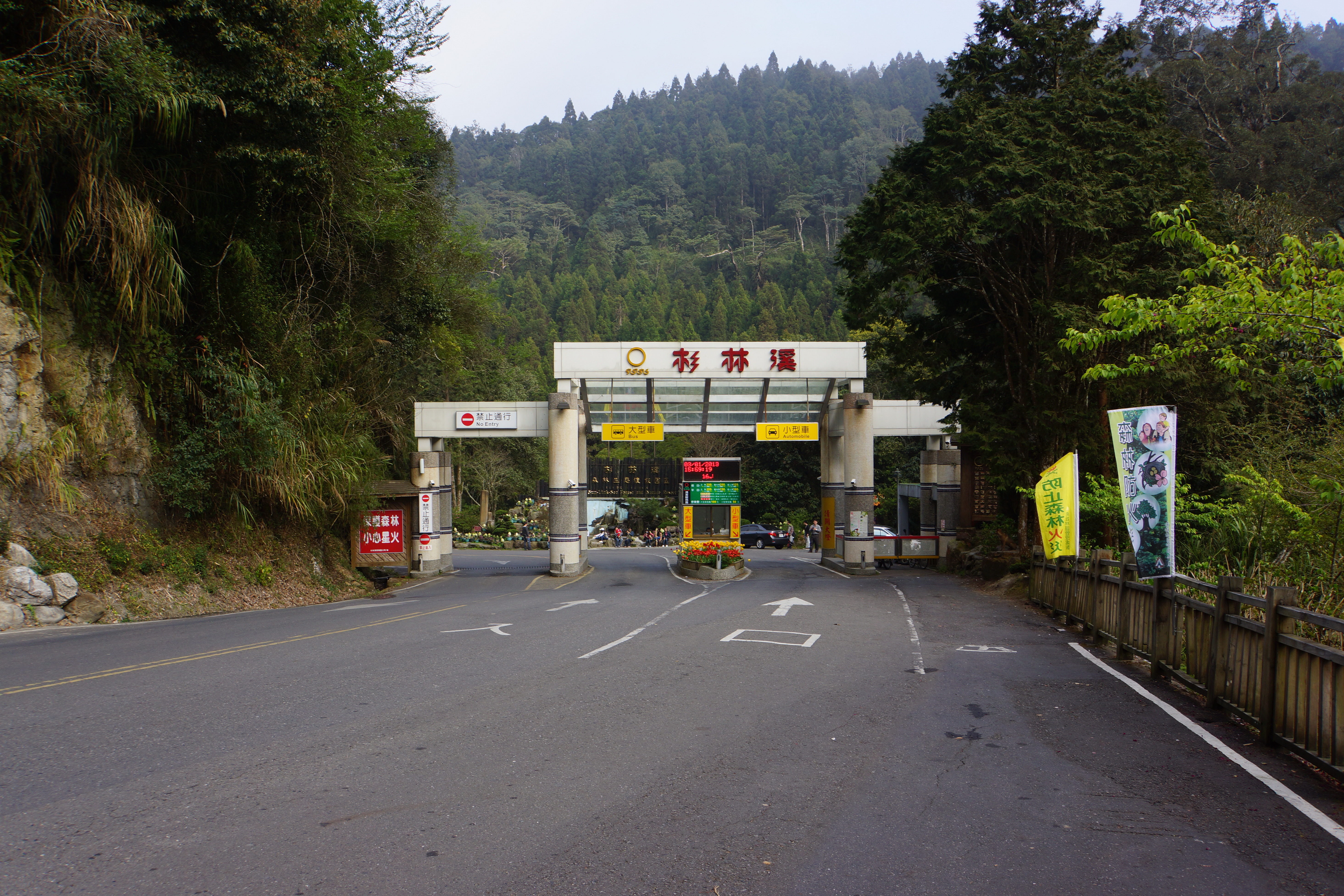
杉林溪森林遊樂區

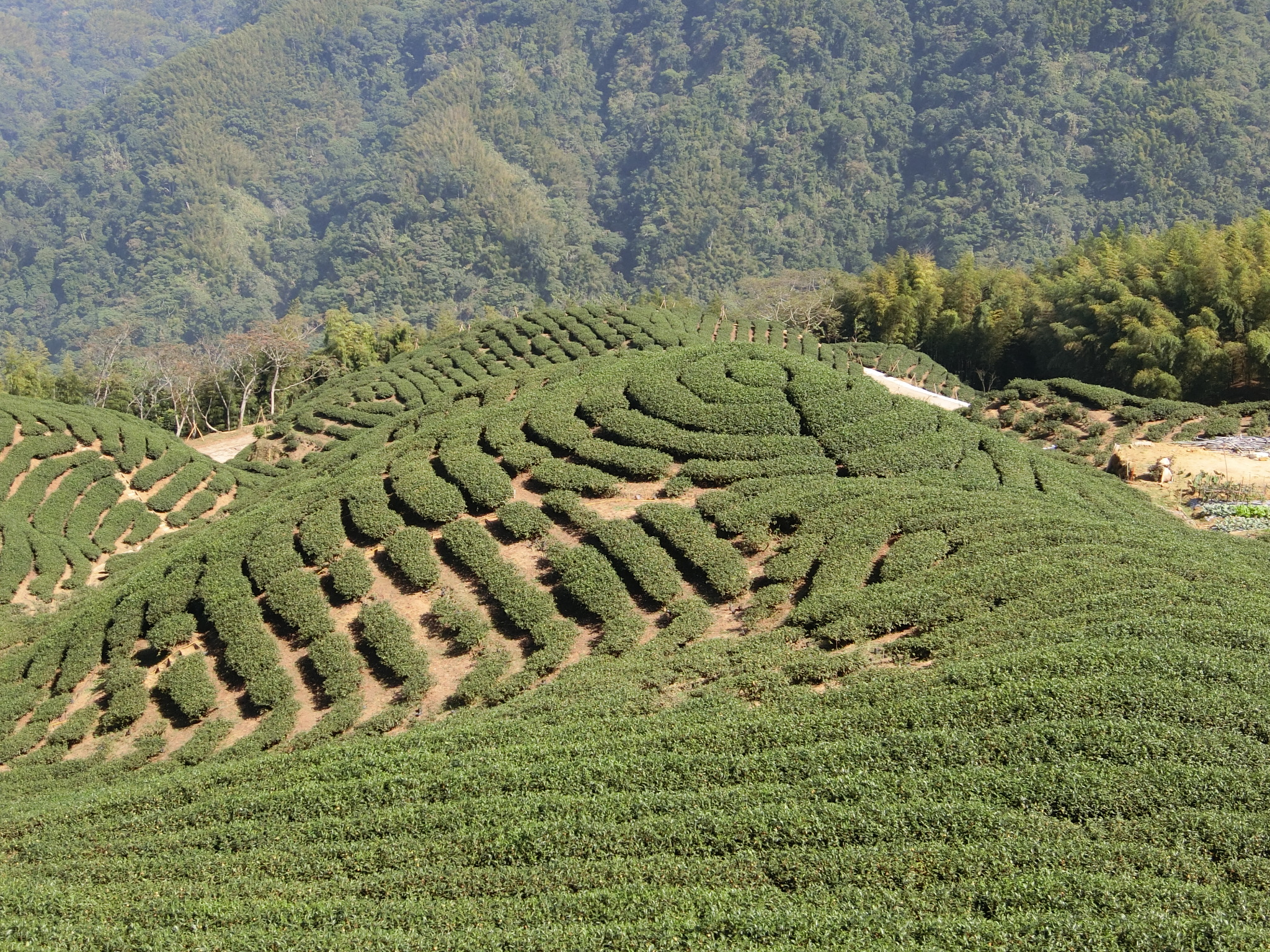
軟鞍八卦茶園

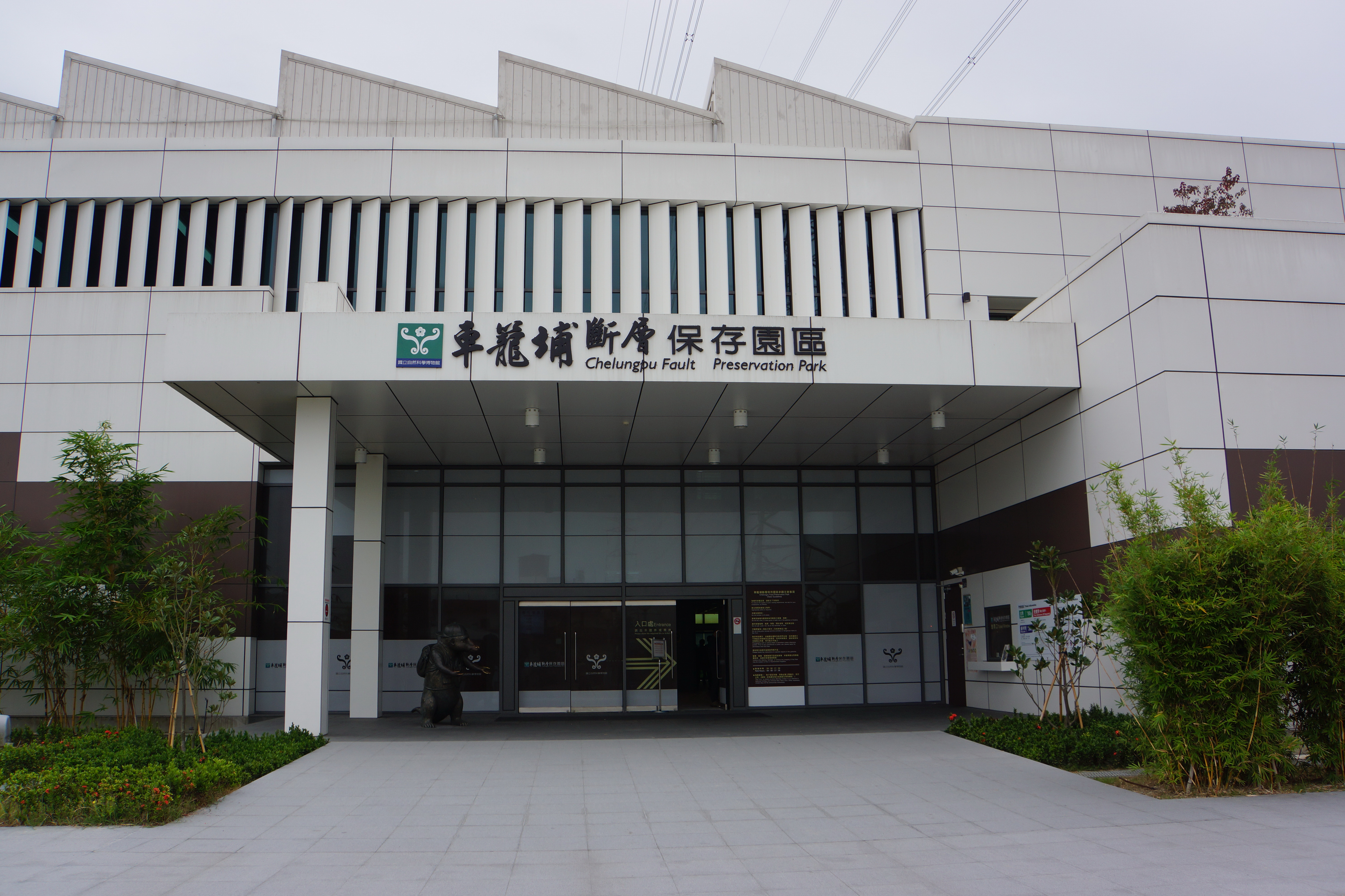
車籠埔斷層保存園區

- 下坪自然教育園區（前身為臺灣大學下坪熱帶標本植物園）
- 竹山文化園區（竹藝博物館）
- 北勢溪谷
- 竹山照鏡台
- 青竹竹藝文化園區
- 八通關社寮古道
- 林圮墓
- 桶頭吊橋
- 瑞竹竹類標本園區
- 大鞍風景區
- 軟鞍八卦茶園
- 太極峽谷
- 加走寮溪
- 梯子吊橋
- 觀海坪
- 龍鳳峽
- 孟宗竹林隧道
- 泉州寮茗鼎茶廠[30]
- 國立自然科學博物館 車籠埔斷層保存園區

## 宗教場所
- 社寮紫南宮
- 沙東宮
- 竹山連興宮
- 竹山靈德廟
- 克明宮
- 竹山興天宮
- 巧聖仙師廟
- 五龍山包青宮
- 三月寶宮
- 聖義廟「紅旗公」
- 保安宮李勇廟

## 農特產
- 烏龍茶
- 竹山紅甘薯
- 筍干
- 竹筍
- 蕃薯包
- 米
- 葡萄
- 蕃茄
- 火龍果

### 引用來源
1. ↑  雲林縣採訪册-1887年
2. ↑  .   [2022-03-02]. （原始内容存档于2020-09-18）.
3. ↑  .   [2022-03-02]. （原始内容存档于2020-12-23）.
4. ↑  .   [2021-04-29]. （原始内容存档于2022-01-24）.
5. ↑  海樹兒‧犮剌拉菲. . 原住民族文獻 (原住民族委員會). 2016, 27  [2021-12-22]. ISSN 2306-4870. （原始内容存档于2021-12-08）.
6. ↑  林杞是位人名，至今存在多種寫法：林杞、林屺、林圮、林驥，但仍無考古證實何種是真名。來源取自《社寮三百年開發史》林文龍 社寮文教基金會 1994年
7. ↑  coukuba/new_page_1.htm045.htm 汪明輝，〈鄒族之民族發展：歷史建構鄒族，鄒族建構歷史〉[永久]，鄒族文化藝術基金會，《鄒族文化藝術基金會網站》。
8. ↑  阮忠仁，《嘉義縣志》，第二卷，《沿革志》《 第三篇-縣境拓墾的展開 》，頁118。
9. ↑  南投開拓史 586-588頁
10. ↑  莊英章，《林圯埔：一個臺灣市鎮的社會經濟發展史》
11. ↑  《竹山鎮志》 政事志 399頁
12. ↑  《竹山鎮志》 住民志 256頁
13. ↑  《竹山鎮志》 地理志 8頁
14. ↑  《竹山鎮志》 地理志 18頁
15. ↑  《竹山鎮志》 地理志 14頁
16. 1 2 3  . 南投縣政府 （中文（臺灣））.
17. ↑  施添福 2001，第199－200頁.
18. ↑  . 內政統計月報. 2020-02-10  [2020-05-25]. （原始内容 (XLS)存档于2021-06-15） （中文（臺灣））.
19. ↑  . 竹山鎮公所.   [2021-09-22]. （原始内容存档于2021-09-22） （中文（臺灣））.
20. ↑  . 竹山鎮公所.   [2021-09-22]. （原始内容存档于2021-09-22） （中文（臺灣））.
21. 1 2  王志宇 (编). .  增修版. 南投縣竹山鎮: 竹山鎮公所. 2002 （中文（臺灣））.
22. ↑  施添福 2001，第205－206頁.
23. ↑  陳哲三. . 竹山鎮公所.   [2024-04-02]. （原始内容存档于2024-07-17） （中文（臺灣））.
24. ↑  《竹山鎮志》 1020、1021、1150頁
25. ↑  南投縣綜合發展計畫-竹山鎮 的存檔，存档日期2005-10-31.
26. ↑  .   [2016-03-21]. （原始内容存档于2017-03-05）.
27. ↑  延平公墓史前遺址
28. ↑  竹山國小遺址
29. ↑  《竹山鎮志》　交通志　1106頁
30. ↑  .   [2014-06-15]. （原始内容存档于2021-04-20）.

### 書籍
- 施添福等編纂. . . 南投市: 臺灣省文獻委員會. 2001. ISBN 957-01-2971-9 （中文（臺灣））.
- 陳哲三等編纂.  增修版. 南投縣竹山鎮: 竹山鎮公所. 2002. ISBN 957-01-0266-7 （中文（臺灣））.

## 外部連結
- 竹山鎮公所 （页面存档备份，存于）
- 竹山鎮公所的Facebook專頁
- YouTube上的竹山鎮公所頻道
- 竹山活動報報的Facebook專頁